# Bushe River 207
Bushe River 207 är ett reservat i Kanada.   Det ligger i provinsen Alberta, i den centrala delen av landet, 3 100 km väster om huvudstaden Ottawa.
I omgivningarna runt Bushe River 207 växer i huvudsak blandskog. Trakten runt Bushe River 207 är nära nog obefolkad, med mindre än två invånare per kvadratkilometer.